# Blutengel
Blutengel (vertaald Bloedengel) is een Duitse band die is ontstaan uit het project Seelenkrank (vertaald: zielsziek) nadat Chris Pohl (echte naam Christian Pohl) heeft besloten mee te doen aan de band. Deze Duitstalige band, met deels mannelijke, deels vrouwelijke zang is gecombineerd met veel elektronische geluiden. De muziekstijl houdt ergens het midden tussen EBM en Darkwave, maar er zijn ook Techno en Eurodance invloeden hoorbaar. Doorgaans stopt men de muziek van Blutengel in het vakje Futurepop. 

## Ontwikkeling

### Beginjaren (1999-2002)
In 1999 brachten zij officieel het debuutalbum van Blutengel, Child of Glass, uit. Thematisch en qua stijl lag deze plaat nog zeer sterk in het verlengde van het eerder onder Seelenkrank voortgebrachte werk. Typerend zijn de sterk seksueel geïnspireerde teksten. De door vrouwen gezongen delen werden in deze beginjaren verzorgd door Kati Roloff en Nina Bendigkeit. Ondanks dat het eerste optreden zeer succesvol was, werd het daarna rond het project erg rustig.
Pas twee jaar later kwam het tweede album getiteld Seelenschmerz (vertaald: zielepijn) uit. Seelenschmerz kan worden gezien als een thematisch keerpunt voor de groep, die zich nog zou verder zetten in de volgende albums. De seksuele thematiek verdwijnt ietwat op de achtergrond en gaf eerder typisch romantische onderwerpen meer ademruimte.
Ondertussen is de bezetting in de band ook veranderd doordat Nina Bendigkeit in de afgelopen 2 jaar een solocarrière had. Daardoor is naast zangeres Kati Roloff ook Gini Martin erbij gekomen. Liederen als Children of the Night, Soul of Ice maar ook het nummer Der Spiegel of I'm Dying Alone maakten het album Seelenschmerz zo succesvol, hoewel het net niet in de Duitse Top 100 terechtkwam.
Einde 2001, begin 2002 kreeg de band het zwaar te verduren toen Gini en Kati uit de band stapten en samen het project Tristesse de la Lune begonnen. Chris heeft toen Eva Poelzig gevonden als tweede stem, samen met Constance, die al sinds halverwege 2001 lid was van de band en als eerste op de cd Black Roses te horen was. Het daaropvolgende album Angel Dust kreeg het voor elkaar om op plaats 58 van de Duitse Top 100 te komen.

### Succes en veranderende thematiek (2002-2012)
Hierna ging het in een sneltempo met Blutengel. Vele optredens volgden elkaar op en band werd, zeker bij de jongere liefhebbers van gothicmuziek, steeds populairder. De albums Angel Dust (2002), Demon Kiss (2004) en het mini-album The Oxidising Angel (2005) toonden steeds meer vampiristische thematiek, naast de reeds aanwezige donkere thema's variërende van verboden seksueel verlangen tot diepe depressie.
Ook schaafde Chris Pohl de looks van Blutengel rond 2003 stilaan bij. Voor podiumoptredens werden de voorheen gebruikelijke latex-outfits ingeruild voor eerder klassiek geïnspireerde gothickleding. Chris Pohl zou met Blutengel voortaan live verschijnen in een zwart, driedelig maatpak. Dit evenwel met behoud van zijn piercings en gothicmake-up en kapsels. Ook bij de twee dames verdween de fetisjkleding ten gunste van gothic-achtige galakleding. Deze verandering van kledingstijl bij liveoptredens en promotiefotografie kadert allicht in het accentueren van de klassieke vampierthematiek in de muziek.
Het album Labyrinth kwam uit in 2007, waarbij Ulrike Goldmann de vrouwelijke zang heeft overgenomen van Eva Poelzig. Dit album gaf volgnes Chris Pohl een diepere kijk op zijn persoonlijk leven. Begin 2009 verscheen Schwarzes Eis.
Op 12 augustus 2010 verscheen op de website dat Constance Rudert uit Blutengel stapte. 

### Duo met Ulrike Goldmann (2012 - huidig)
Na een korte periode met Anja Milow en Steffi Weingarten als bandlid, vormen sinds 2012 Chris Pohl en Ulrike Goldmann een vast duo, met daarnaast Viki Scarlet als performer. Sinds 2012 verschenen de albums Monument (2013), Omen (2015), Leidbild (2017), Un:Gott (2019) en Erlösung - The Victory Of Light (2021). De albums haalden in Duitsland allemaal een Top 10-notering, en haalden ook in Zwitserland de albumlijsten.

## Discografie
- 1999: Child Of Glass
- 2001: Bloody Pleasures (maxi)
- 2001: Seelenschmerz
- 2001: Black Roses (maxi)
- 2002: Vampire Romance (maxi)
- 2002: Angel Dust
- 2003: Forever (maxi)
- 2004: Demon Kiss
- 2004: Mein Babylon (maxi)
- 2004: No Eternity (maxi)
- 2005: Live Lines (dvd)
- 2005: The Oxidising Angel (mini-album)
- 2006: My Saviour (MCD)
- 2007: Labyrinth (cd)
- 2009: Schwarzes Eis (cd)
- 2009: Soultaker (EP)
- 2010: Promised Land (MCD)
- 2011: Reich mir die Hand (single)
- 2011: Tränenherz (cd)
- 2011: Über den Horizont (single)
- 2011: Nachtbringer (cd)
- 2011: Tränenherz Live (dvd)
- 2013: Monument (cd)
- 2014: Krieger (cd)
- 2015: Omen (cd)
- 2017: Leitbild (cd)
- 2019: Un:Gott (cd)
- 2021: Erlösung - The Victory Of Light (cd)